# (5159) Burbine
(5159) Burbine (1977 RG) – planetoida z grupy pasa głównego asteroid okrążająca Słońce w ciągu 4,66 lat w średniej odległości 2,79 j.a. Odkryta 9 września 1977 roku.